# Polyclinum nudum
Polyclinum nudum är en sjöpungsart som beskrevs av Kott 1992. Polyclinum nudum ingår i släktet Polyclinum och familjen klumpsjöpungar. Inga underarter finns listade i Catalogue of Life.